# Plecak pełen przygód
Plecak pełen przygód – polski serial telewizyjny dla dzieci i młodzieży, w reżyserii Janusza Dymka, nakręcony w 1993 roku w międzynarodowej, polsko-fińsko-niemieckiej kooperacji. Serial został wyprodukowany na zlecenie Telewizji Polskiej, niemieckiej ZDF i fińskiej YLE TV1. 
Film kręcono w plenerach fińskiej gminy Lapinjärvi. Sceny koło domu Juhy nagrywane były na terenie leśniczówki Gawarzec, leżącej w Wigierskim Parku Narodowym.

## Fabuła
Tuż przed wakacjami 10-letni Matti Lamminen wyjeżdża z matką i ojczymem do Helsinek, gdzie nie potrafi się odnaleźć w nowej rzeczywistości. Wkrótce przypadkowo wplątuje się w rywalizację dwóch grup dzieci − „Wilków” i „Niedźwiedzi”, co sprowadza na niego kłopoty. Jednocześnie Matti stale ucieka w świat fantazji, w którym jego ojciec jest królem średniowiecznej Finlandii.

## Obsada
- Adam Siemion − Matti Lamminen
- Anna Majcher − Sari Aaltonen
- Maciej Orłoś − Henri Aaltonen
- Józef Duriasz − Juha
- Eugenia Herman − Hella Lamminen
- Grzegorz Malec − Marko
- Anemona Knut − Elsa „Chipsy” Mutikainen
- Sebastian Skalski − Aki
- Paweł Lickiewicz − Riku
- Artur Kuczyński − Saku
- Michał Łukasik − Tomi Pukka
- Paweł Lewandowski − Niko
- Bartosz Siemasz − Jani
- Paweł Borys − Mika
- Bartłomiej Ruda − Aslak
- Marta Stefańska − Lili Mutikainen
- Matthias Habich −
  - ojciec Mattiego,
  - król,
  - szaman
- Julia Lewandowska –
  - Anna Hallo,
  - Mimerkki
- Jerzy Dominik − Pekka Hallo
- Jan Janga-Tomaszewski − Repo
- Jerzy Zygmunt Nowak − Palmgren
- Andrzej Szenajch − Czarny Rycerz
- Artur Barciś − listonosz
- Tomasz Dedek − ojciec Aslaka
- Henryk Bista − dyrektor szkoły
- Witold Dębicki − weterynarz